# 台西镇炮台
台西镇炮台，德军称为小泥洼炮台（德語：Batterie Hsiauniwa），中文、日文资料称为“台西镇炮台”，是青岛德占时期驻青德军的一座海防炮台，现地址位于中华人民共和国山东省青岛市市南区团岛山公园，现为青岛市文物保护单位。

## 历史
一般认为台西镇炮台的前身为清军章高元驻防青岛时期（1892-1897）未完工的西岭炮台。1897年德军占领青岛后，于1903年9月完成炮台的建造与火炮安装，以附近村落命名为小泥洼炮台，装备1900年八国联军侵华期间从清军缴获的4门210毫米35倍径加农炮，其射程13公里，可达李村河一线。
1914年8月至11月的日德青岛战役期间，该炮台由德军军官1人、士兵30人驻守。因德军在胶州湾外布设三道水雷阵，日英联合舰队未能接近台西镇炮台一带，炮台以支援陆地前线为主，频繁向湖岛、水清沟、大山、四方山一线的日军轰击。战役后期，日军飞机曾到炮台上空投弹。据日军资料引德军战俘所述，台西镇炮台于11月5日弹药耗尽，当夜奉命将火炮自毁，守军前往步兵阵地，日军于11月6日拂晓前观测到台西镇炮台发生爆破。11月7日约8点，台西镇炮台被日军步兵第46联队一部占领。

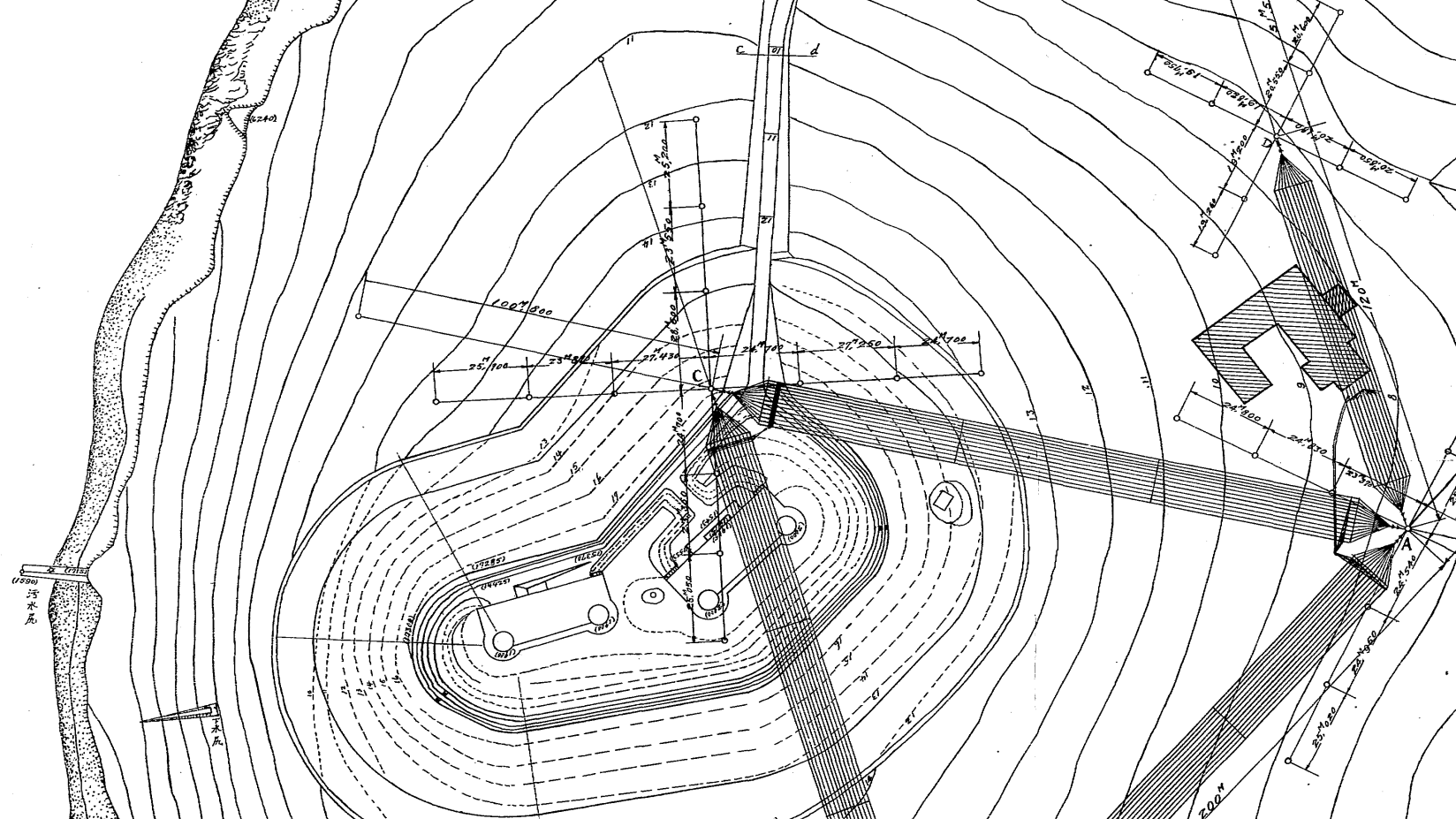
《鲁案善后月报特刊 邮电》中收录的台西镇炮台及团岛长波电台平面图局部

日军占领青岛后，日占当局于1921年在炮台东侧新建团岛长波无线电台，台西镇炮台一带改为电台天线场地。抗战时期，电台发讯台为防空袭曾将一部分发讯机移入炮台内。中华人民共和国成立后的1951年，为防备美军空袭，邮电局将电台发讯机从机房移入炮台内，后因炮台内阴暗潮湿，于1983年在炮台南侧新建机房将发讯机移入。
中华人民共和国成立以后，台西镇炮台东西两座掩蔽部分别归邮电部门和海军使用。1998年，其周边曾进行整治改为公园。2005年2月5日，台西镇炮台旧址列入第七批青岛市文物保护单位。后来炮台及周边被拾荒人员和废品回收站圈占，多次被报道环境恶劣、私搭乱建严重。2022年7月至11月，市南区对团岛山公园进行整治改造，改善周边环境，并清理了炮台旧址上的违章建筑。现东侧掩蔽部已清理完毕，西侧掩蔽部仍有部分被占用。

## 结构
台西镇炮台位于团岛北侧海拔21米的团岛山上，其原本用途为扼守胶州湾入口的海防炮台。炮台总建筑面积800余平方米，有东西两处大型掩蔽部，结构大致相同，共装备4门（两座掩蔽部各两门）210毫米35倍径加农炮，半球形装甲穹盖，钢板厚20厘米。每座掩蔽部共8个房间，大房间面积约40平方米，小房间两间相串，面积约20平方米，室内屋顶拱形，顶高2.6米，屋梁为工字钢，墙壁厚约1.5米，重要部位厚2米，掩蔽部两端各有一圆形炮位。东掩蔽部西侧（两处掩蔽部之间）建有炮兵观测台。

## 图集
- 建造中的台西镇炮台，由西向东拍摄
- 青岛战役后的台西镇炮台，照片自西掩蔽部向东拍摄，可见3门210毫米加农炮残骸以及中央的炮兵观测台，后面远处可见台西镇与市区各山丘
- 日军占领后的炮兵观测台
- 台西镇炮台遗址西侧掩蔽部，2024年1月
- 东侧掩蔽部
- 与东掩蔽部相连的炮兵观测台遗址